# Bernard Warburton-Lee
Bernard Armitage Warburton (B.A.W.) Warburton-Lee (ur. 13 września 1895, zm. 10 kwietnia 1940 pod Narwikiem) – oficer marynarki brytyjskiej, komandor, odznaczony Krzyżem Wiktorii (VC). 

## Życiorys
Był Walijczykiem, urodził się w Broad Oak w Gwynedd w Walii. Służył w marynarce brytyjskiej, w 1917 uzyskał stopień kapitana marynarki. Podczas I wojny światowej, od kwietnia 1918 do 1919 służył na niszczycielu HMS „Wrestler”. 11 grudnia 1918 został za przebieg służby wymieniony w raporcie (Mentioned in Despatches, MID). W listopadzie 1924 objął dowództwo pierwszego okrętu – niszczyciela HMS „Tuscan”, następnie dowodził innymi okrętami (niszczyciele HMS „Walpole”, „Vanessa”, „Decoy”, „Witch” i slup wojenny „Bryony”). W latach 1937–1938 ukończył kurs w Instytucie Obrony Imperium Brytyjskiego i kurs taktyczny. Od lutego 1938 był dowódcą krążownika HMS „Effingham” - okrętu flagowego Floty Rezerwowej i zarazem szefem sztabu dowódcy Floty Rezerwowej (flagowym komandorem – Flag Captain).
28 lipca 1939 objął dowodzenie 3 Flotyllą Niszczycieli Floty Śródziemnomorskiej, przemianowaną przed wybuchem wojny na 2. Flotyllę. Jego okrętem flagowym był niszczyciel HMS „Hardy”. W tym charakterze służył podczas II wojny światowej. Wkrótce po wybuchu wojny, w październiku flotylla została przeniesiona na południowy Atlantyk, a na początku 1940 na Morze Północne, w skład Floty Metropolii.
Podczas kampanii norweskiej, 10 kwietnia 1940 wraz ze swoją flotyllą pięciu niszczycieli zaatakował w śmiałej akcji z zaskoczenia zespół silniejszych niemieckich niszczycieli w Narwiku, co doprowadziło do pierwszej bitwy morskiej o Narwik. Mając dane jedynie o obecności 6 niemieckich niszczycieli i okrętu podwodnego w fiordzie, Admiralicja pozostawiła kwestię ataku do jego decyzji i Warburton-Lee wysłał sygnał, że zaatakuje o świcie. Po pierwszym udanym ataku z zaskoczenia, brytyjskie okręty zostały zaatakowane przez dalsze niszczyciele niemieckie, których było łącznie 10. W toku bitwy, Warburton-Lee został śmiertelnie ranny na mostku swojego niszczyciela HMS „Hardy”, który został zatopiony podczas bitwy. Mimo strat, starcie było sukcesem taktycznym Brytyjczyków.
Za akcję pod Narwikiem został odznaczony pośmiertnie 7 czerwca 1940 najwyższym brytyjskim odznaczeniem wojskowym Krzyżem Wiktorii (Victoria Cross, VC), jako pierwsza osoba podczas II wojny światowej, a także, w 1942, norweskim Krzyżem Wojennym. Pochowany został w Ballangen w Norwegii.
Jego żoną była Elizabeth Warburton-Lee, mieli jednego syna.

## Kariera
- 15 stycznia 1917 – kapitan marynarki (Lieutenant)
- 15 stycznia 1925 – komandor podporucznik (Lieutenant-Commander)
- 30 czerwca 1930 – komandor porucznik (Commander)
- 30 czerwca 1936 – komandor (Captain)